# Jody February
Jody Jason February, abrégé Jody February, né le 12 mai 1996 au Cap, est un footballeur international sud-africain. Il évolue au poste de gardien de but au club de Mamelodi Sundowns.

## Carrière

### En équipe nationale
Jody February honore sa première sélection avec l'Afrique du Sud le 22 juin 2016 lors d'un match contre le Swaziland, à l'occasion des demi-finales de la Coupe COSAFA 2016 (victoire 5-1).

## Statistiques
| Saison                | Club                  | Championnat           | Championnat | Championnat | Coupe nationale | Coupe nationale | Coupe de la Ligue | Coupe de la Ligue | Afrique du Sud | Afrique du Sud | Total | Total |
| Saison                | Club                  | Division              | M.          | B.          | M.              | B.              | M.                | B.                | M.             | B.             | M.    | B.    |
| 2014-2015             | Ajax Cape Town        | Premiership           | 1           | 0           | 1               | 0               | 0                 | 0                 | -              | -              | 2     | 0     |
| 2015-2016             | Ajax Cape Town        | Premiership           | 2           | 0           | 0               | 0               | 1                 | 0                 | 1              | 0              | 4     | 0     |
| 2016-2017             | Ajax Cape Town        | Premiership           | 0           | 0           | 0               | 0               | -                 | -                 | -              | -              | 0     | 0     |
| Total sur la carrière | Total sur la carrière | Total sur la carrière | 3           | 0           | 1               | 0               | 1                 | 0                 | 1              | 0              | 6     | 0     |

## Palmarès
- Vainqueur de la Coupe COSAFA en 2016 avec l'équipe d'Afrique du Sud